# Радзієвський Володимир В'ячеславович
Володимир В'ячеславович Радзієвський (30 червня 1911, Санкт-Петербург — 2003, Нижній Новгород) — радянський фізик і астроном, один із піонерів дослідження впливу сил світлового тиску на рух небесних тіл.

## Біографія
Народився 30 червня 1911 року в Санкт-Петербурзі. Закінчив школу в 1929 році. Протягом двох років працював учнем слюсаря, потім слюсарем, а після закінчення вечірніх електротехнічних курсів — електромонтером.
У 1931 році вступив до Ленінградського гірничого інституту на електромеханічний факультет. У 1934 році за сімейними обставинами перевівся на фізико-математичний факультет Іванівського педінституту, який закінчив з відзнакою 1936 року.
Після закінчення педінституту працював директором середньої школи в Алтайському краї (1938—1938). У 1938—1940 pоках навчався в аспірантурі Московського астрономічного інституту при Московському державному університеті та за сумісництвом працював старшим викладачем астрономії у Ярославському педінституту.
У 1942 році був мобілізований в армію і направлений на навчання до Ленінградського військово-інженерного училища, яке під час війни розташовувалося в Костромі. Закінчив електромеханічне відділення, відділення техніки особливої таємності, потім викладав там курс радіотехніки. Потім був направлений у розпорядження Головного управління інженерних військ, де виконував обов'язки роз'їзного військового представника з приймання на заводах електромеханічного озброєння.
Після війни повернувся до Ярославля, де працював старшим викладачем, потім — доцентом, завідувачем кафедри теоретичної фізики та астрономії Ярославського педінституту. Викладав астрономію, теоретичну механіку, теорію функцій комплексного змінного. До 1948 року написав та захистив кандидатську дисертацію з питань зоряної статистики, а 1955 року захистив докторську дисертацію на тему «Проблеми фотогравітаційної небесної механіки». З 1957 по 1959 рік завідував кафедрою фізики Горьківского педінституту. Тут у 1958 році Радзієвський здобув звання професора.
У 1959 році він знову повертається до Ярославля на посаду проректора з науково-дослідної роботи педінституту. Пішов з цієї посади за станом здоров'я, і щоб отримати більше часу для наукових досліджень. Завідував кафедрою астрономії Ярославського педінституту (1959—1965).
У травні 1965 року призначений на посаду проректора з наукової роботи Горьківского педінституту. Працюючи проректором, Радзієвський домігся створення кафедри астрономії та відкриття фізико-астрономічного відділення. Завідувачем кафедри астрономії він працював до 1983 року, після чого залишався на посаді професора тієї ж кафедри до 1995 року.

## Науково-суспільна діяльність
- Член Центральної ревізійної комісії (1955—1965), віце-президент (1965—1985) та голова навчально-методичної секції ВАГО.
- Протягом 10 років був заступником голови Ради з підготовки астрономічних кадрів при АН СРСР
- Голова комісії з астрономії та член Президії Науково-методичної ради з фізики Управління навчальних закладів Мінпросу СРСР
- Член спеціалізованих рад із захисту дисертацій
- Член редколегій журналів «Земля та Всесвіт» та «Астрономічний щорічник».

## Відкриття

### Класична механіка
У своїй докторській дисертації на тему «Небесна механіка випромінюючих тіл» (1955) Радзієвський, переглядаючи основні рівняння класичної механіки з урахуванням редукованої маси тіла, виявляє низку нових ефектів.
- У задачі двох тіл рух виявився можливим по всіх семи конічних перерізах.
- Через неконсервативність фотогравітаційного поля виявилося можливим захоплення завдання двох тіл.
- З'ясувалося, що закон фотогравітаційної взаємодії не підпорядковується третьому закону Ньютона. Тому можливий прискорений рух ізольованої системи двох тіл.
- В обмеженій задачі трьох тіл знайдено 7 точок лібрації (замість п'яти).
- З'ясувалося, що найбільш потужним механізмом зміни орбіти в задачі двох тіл є зміна редукованої маси випромінюючого тіла за рахунок зміни розмірів або альбедо малого тіла.
- Запропоновано використання сонячного вітрила для зміни орбіти космічного апарата.

У серії статей було розглянуто причини виникнення нецентральності фотогравітаційної сили та ефекти, що випливають з цього:
- Планетоцентричний ефект променевого гальмування за рахунок поглинання сонячної радіації. Цей ефект, що увійшов у світову літературу під назвою ефекту Радзієвського, виявився планетоцентричним аналогом ефекту Пойнтінга-Робертсона.
- Ефект розкручування метеорних тіл за рахунок неоднорідності альбедо поверхні.
- Ефект розкручування тіл в результаті анізотропного перевипромінбвання світла, відомий тепер як ефект Ярковського—О'Кіфа—Радзієвського—Педдека.
- Гальмівні ефекти при русі у фотогравітаційному полі масивного тіла, пов'язаного з дисперсною матерією, як можливий механізм утворення подвійних зір шляхом захоплення.

### Небесна механіка
- Загальне рішення необмеженої задачі трьох тіл при ньютоно-гуковській взаємодії.
- Отримання нових розв'язків задачі двох тіл змінної маси.
- Отримання інтеграла біполярних елементів задачі двох тіл.
- Одержання другого інтеграла у напівобмеженій задачі трьох тіл.
- Дослідження емпіричних закономірностей у русі Місяця.
- Отримання інтеграла Якобі за будь-якого статечного закону центральної сили в обмеженій задачі трьох тіл і застосування результатів до системи Галактика — Сонце — комета.

## Публікації
- Радзиевский В. В., Томанов В. П. Статистический каталог параметров орбит долгопериодических комет в лапласовой системе координат. М., 1985.
- Радзиевский В. В., Мамедов М. А. Статистический каталог параметров орбит почти параболических комет. Баку, 1986.
- Радзиевский В. В., Артемьев А. В. Каталог кометных близнецов. М., 1989.
- Радзиевский В. В. и др. Таблицы для взаимного преобразования астрономических координат. Баку, 1991.